# 买麻藤生小煤炱
买麻藤生小煤炱（学名：Meliola gneticola）是属于小煤炱目小煤炱科小煤炱属的一种真菌，寄生在买麻藤上。该种分布于中国。